# Opernhaus (metro, Neurenberg)
Opernhaus is een metrostation in de wijk Tafelhof van de Duitse stad Neurenberg. Het station werd geopend op 24 september 1988 en wordt bediend door de lijnen U2 en U3 van de metro van Neurenberg.
- Virtual International Authority File: 137807908